# 다낭역
다낭역 (베트남어: Ga Đà Nẵng / Ga沱㶞)은 베트남 다낭 시(인구 89만명 거주)에 위치한 철도역이다. 하노이와 호찌민 시를 잇는 남북선 상에 위치한 역이다. 남북선의 기점역 하노이 역에서 791km 지점에 위치하고 있다. 이 역은 시내 중심부에 위치하고 있어서 편리성이 양호하다.

## 역 구조
단식 및 섬식의 복합형의 2면 3선의 승강장을 가진 지상역이다. 역사는 승강장과 접해 있다. 이 역은 통과가능형 스위치백역이므로, 이 역을 경유하여 목적지로 향하는 경우, 진행방향이 뒤바뀌게 된다. 

## 경관
다낭 국제공항까지 3km 떨어져 있다. 역 앞에는 퇴역한 증기기관차가 정지 상태로 보존되어 있다. 

## 참고 문헌
- 《세계의 철도(世界の鉄道)》 (해외철도기술협력협회(海外鉄道技術協力協会)), 2005년
- 《왕국의 철로 타이 철도의 역사(王国の鉄路 タイ鉄道の歴史)》 (가키자키 이치로(柿崎一郎), 교토대학 학술출판회(京都大学学術出版会)) 2010년